# La Lande-de-Goult
La Lande-de-Goult est une commune française, située dans le département de l'Orne en région Normandie, peuplée de 186 habitants

## Géographie
La commune fait partie du parc naturel régional Normandie-Maine et est entourée par la forêt d'Écouves au sud et le bois de Goult au nord. La Cance y prend sa source à 1,5 km au sud-est du bourg.
| Boucé                      | Francheville                          | La Bellière                                                              |
| Saint-Sauveur-de-Carrouges | La Lande-de-Goult                     | Le Cercueil, Tanville                                                    |
| Chahains                   | Rouperroux, Saint-Didier-sous-Écouves | Tanville, Fontenai-les-Louvets (par un angle), Saint-Didier-sous-Écouves |

### Hydrographie
La commune est traversée par la ligne de partage des eaux entre les bassins hydrographiques Seine-Normandie et Loire-Bretagne. Elle est drainée par la Cance, le ruisseau des Landelles, le ruisseau de Clairefontaine, la Cance, le fossé 01 de la Gâtine et le fossé 01 du Bois de Goult,,.
La Cance, d'une longueur de 26 km, prend sa source dans la commune  et se jette  dans un bras de l'Orne à Écouché-les-Vallées, après avoir traversé six communes. 
Le ruisseau des Landelles, d'une longueur de 11 km, prend sa source dans la commune  et se jette  dans la Cance à Boucé, après avoir traversé trois communes. 
Un plan d'eau complète le réseau hydrographique : l'étang de Goult (3,22 ha),.

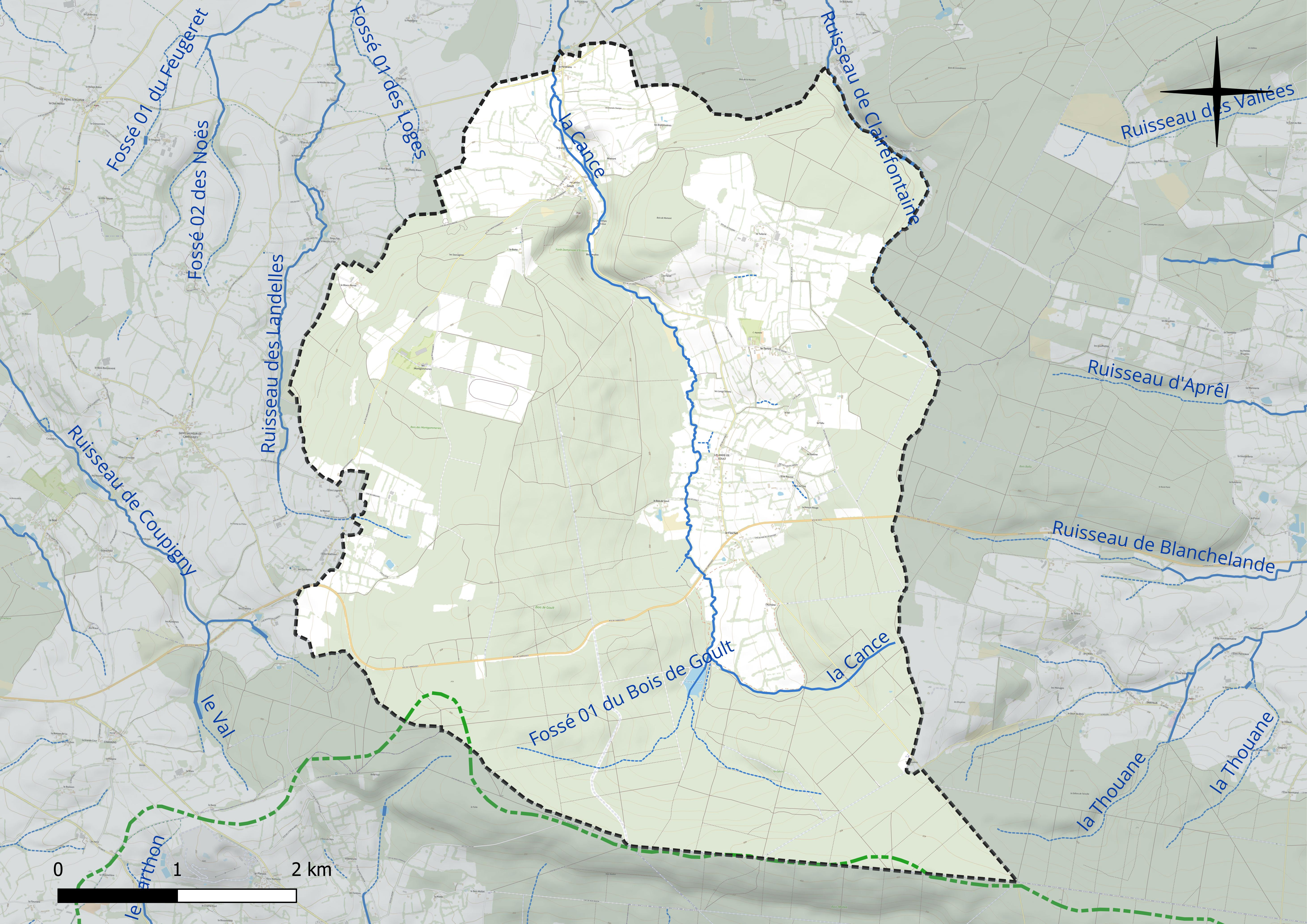
Réseau hydrographique de la Lande-de-Goult.

### Climat
Pour des articles plus généraux, voir Climat de la Normandie et Climat de l'Orne.
En 2010, le climat de la commune est de type climat océanique altéré, selon une étude du CNRS s'appuyant sur une série de données couvrant la période 1971-2000. En 2020, Météo-France publie une typologie des climats de la France métropolitaine dans laquelle la commune est dans une zone de transition entre le climat océanique et le climat océanique altéré et est dans la région climatique Normandie (Cotentin, Orne), caractérisée par une pluviométrie relativement élevée (850 mm/a) et un été frais (15,5 °C) et venté. Parallèlement le GIEC normand, un groupe régional d’experts sur le climat, différencie quant à lui, dans une étude de 2020, trois grands types de climats pour la région Normandie, nuancés à une échelle plus fine par les facteurs géographiques locaux. La commune est, selon ce zonage, exposée à un « climat contrasté des collines », correspondant au Bocage normand, bien arrosé, voire très arrosé sur les reliefs les plus exposés au flux d’ouest, et frais en raison de l’altitude.
Pour la période 1971-2000, la température annuelle moyenne est de 9,7 °C, avec une amplitude thermique annuelle de 14 °C. Le cumul annuel moyen de précipitations est de 843 mm, avec 12,9 jours de précipitations en janvier et 7,9 jours en juillet. Pour la période 1991-2020, la température moyenne annuelle observée sur la station météorologique la plus proche, située sur la commune d'Argentan à 18 km à vol d'oiseau, est de 11,1 °C et le cumul annuel moyen de précipitations est de 691,9 mm,. Pour l'avenir, les paramètres climatiques de la commune estimés pour 2050 selon différents scénarios d’émission de gaz à effet de serre sont consultables sur un site dédié publié par Météo-France en novembre 2022.

## Urbanisme

### Typologie
Au 1er janvier 2024, La Lande-de-Goult est catégorisée commune rurale à habitat très dispersé, selon la nouvelle grille communale de densité à sept niveaux définie par l'Insee en 2022.
Elle est située hors unité urbaine. Par ailleurs la commune fait partie de l'aire d'attraction d'Alençon, dont elle est une commune de la couronne,. Cette aire, qui regroupe 89 communes, est catégorisée dans les aires de 50 000 à moins de 200 000 habitants,.

### Occupation des sols
L'occupation des sols de la commune, telle qu'elle ressort de la base de données européenne d’occupation biophysique des sols Corine Land Cover (CLC), est marquée par l'importance des forêts et milieux semi-naturels (70,7 % en 2018), une proportion sensiblement équivalente à celle de 1990 (70,8 %). La répartition détaillée en 2018 est la suivante : 
forêts (70,7 %), prairies (26,1 %), zones agricoles hétérogènes (2,8 %), terres arables (0,3 %). L'évolution de l’occupation des sols de la commune et de ses infrastructures peut être observée sur les différentes représentations cartographiques du territoire : la carte de Cassini (XVIIIe siècle), la carte d'état-major (1820-1866) et les cartes ou photos aériennes de l'IGN pour la période actuelle (1950 à aujourd'hui).

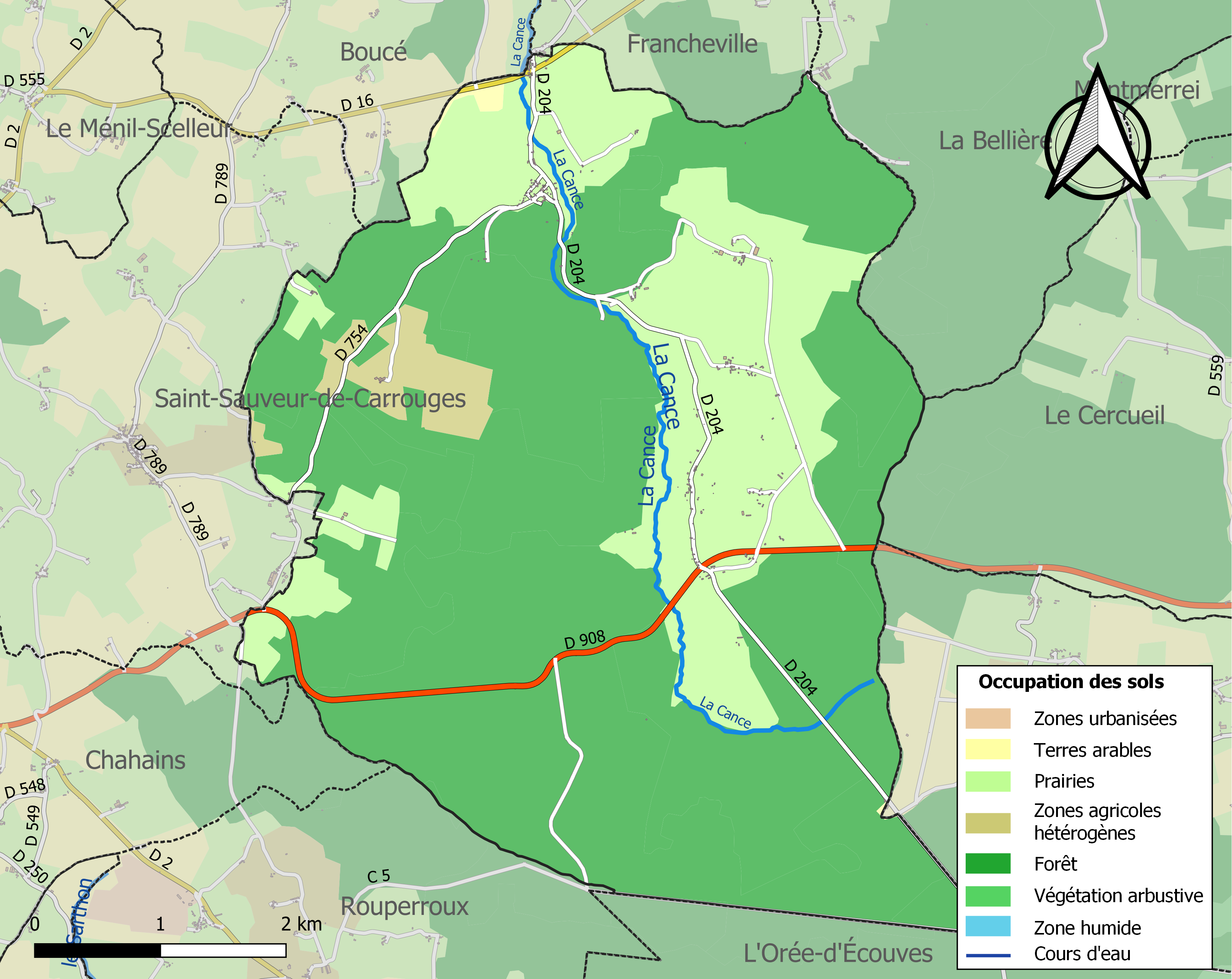
Carte des infrastructures et de l'occupation des sols de la commune en 2018 (CLC).

## Toponymie
Le nom de Goult est attesté sous la forme Gul en 1148,.
La forme Gul est encore mentionnée de manière sporadique au XVIIIe siècle. Gul est difficilement analysable en l'état des sources et semble suspecte. Aucun nom de famille ne correspond, sauf peut-être le nom d’homme germanique Ingulf ou scandinave Ingulfr, francisé par exemple en Gou dans la commune de Landigou à une trentaine de km. Peut-être s'agit-il d'une altération précoce de l'ancien français gaut « bois, forêt, bocage, terre inculte où poussent des broussailles », puisque ce mot est attesté sous diverses formes dont gal, jout et joulx, même si très au sud de la ligne Joret, on attendrait plutôt *Jou(l)t. Ce terme d'ancien français est issu du vieux bas francique *wald « bois, forêt » cf. allemand Wald « forêt ». La lande de Goult serait une sorte de tautologie, phénomène répandu dans la toponymie.
Le gentilé est Landon[réf. nécessaire].

## Histoire
Le 2 août 1148, le territoire est séparé par l'évêque Girard II avec l'accord de l'abbé de Saint-Pierre-sur-Dives, de Guillaume et Henri archidiacres du diocèse de Séez ce qui met fin aux contestations entre l'abbaye Saint-Martin de Sées et l'abbaye de Lonlay, la partie gauche de la Cance (rivière faisant office de frontière) ira à l'abbaye de Lonlay (Goult parroisse Saint-Pierre, justice dépendant d'Argentan-Falaise), la partie droite à l'abbaye Saint-Martin de Sées (justice dépendant d'Alençon).
En 1198, l'abbaye Saint-Martin de Sées, possédant deux paroisses, « la Lande » se trouve dans l'obligation d'ajouter de Goult (l'autre étant de Lougé).
Le 20 février 1821, à la suite de la loi faite par Napoléon de supprimer ou de réunir les communes de moins de 100 habitants, Goult (118 habitants, 99 en 1800) est rattachée à La Lande-de-Goult (401 habitants).

## Politique et administration
| Période                                  | Période  | Identité         | Étiquette | Qualité                              |
| ---------------------------------------- | -------- | ---------------- | --------- | ------------------------------------ |
| juin 1995                                | En cours | Jean-Marc Bisson | SE        | Directeur de Maison familiale rurale |
| Les données manquantes sont à compléter. |          |                  |           |                                      |

## Démographie
L'évolution du nombre d'habitants est connue à travers les recensements de la population effectués dans la commune depuis 1793. Pour les communes de moins de 10 000 habitants, une enquête de recensement portant sur toute la population est réalisée tous les cinq ans, les populations de référence des années intermédiaires étant quant à elles estimées par interpolation ou extrapolation. Pour la commune, le premier recensement exhaustif entrant dans le cadre du nouveau dispositif a été réalisé en 2008.
En 2022, la commune comptait 186 habitants, en évolution de −3,63 % par rapport à 2016 (Orne : −3,21 %, France hors Mayotte : +2,11 %).
| 1793 | 1800 | 1806 | 1821 | 1836 | 1841 | 1846 | 1851 | 1856 |
| ---- | ---- | ---- | ---- | ---- | ---- | ---- | ---- | ---- |
| 374  | 372  | 368  | 401  | 542  | 535  | 544  | 527  | 597  |

| 1861 | 1866 | 1872 | 1876 | 1881 | 1886 | 1891 | 1896 | 1901 |
| ---- | ---- | ---- | ---- | ---- | ---- | ---- | ---- | ---- |
| 575  | 541  | 507  | 503  | 450  | 444  | 425  | 375  | 354  |

| 1906 | 1911 | 1921 | 1926 | 1931 | 1936 | 1946 | 1954 | 1962 |
| ---- | ---- | ---- | ---- | ---- | ---- | ---- | ---- | ---- |
| 347  | 327  | 276  | 239  | 250  | 228  | 206  | 198  | 186  |

| 1968 | 1975 | 1982 | 1990 | 1999 | 2006 | 2008 | 2013 | 2018 |
| ---- | ---- | ---- | ---- | ---- | ---- | ---- | ---- | ---- |
| 155  | 121  | 120  | 101  | 98   | 130  | 139  | 184  | 191  |

| 2022 | - | - | - | - | - | - | - | - |
| ---- | - | - | - | - | - | - | - | - |
| 186  | - | - | - | - | - | - | - | - |

## Lieux et monuments
- Église Notre-Dame-de-la-Nativité de La Lande-de-Goult, base du XIIe siècle, avant 1148.
- Vestiges romains, dit camp de Goult, classés aux Monuments historiques par arrêté du 4 janvier 1963[33].
- Église priorale Saint-Pierre, appelée également chapelle Saint-Pierre, à Goult (origines XIIe siècle, rénovée à diverses reprises, la dernière au XXe siècle). Le porche roman est classé monument historique pour ses colonnes et chapiteaux le 30 octobre 1953, la chapelle et ses fresques murales sont inscrites depuis le 17 janvier 1989 de même que les façades et les toitures (charpentes sur poteaux bois[réf. nécessaire]) de l'ancien logis prioral du XIIe siècle qui est sur le côté droit de l'église[34]. Les moines de l'abbaye de Lonlay gardent les biens, mais sont renvoyés à Lonlay en 1651. La propriété est privée en 2019.
- Chapelle Saint-Michel à Goult, origine XIIe siècle, reconstruite au XIXe siècle.
- Village perché de Goult, dominant la vallée de la Cance.
- 80 bornes de la forêt d'Écouves, inscrites au titre des monuments historiques le 15 avril 1987[35]. Celles concernant La Lande-de-Goult sont au carrefour de l'Aumône et au carrefour de la Croix Rouge ou Bois Mallet.

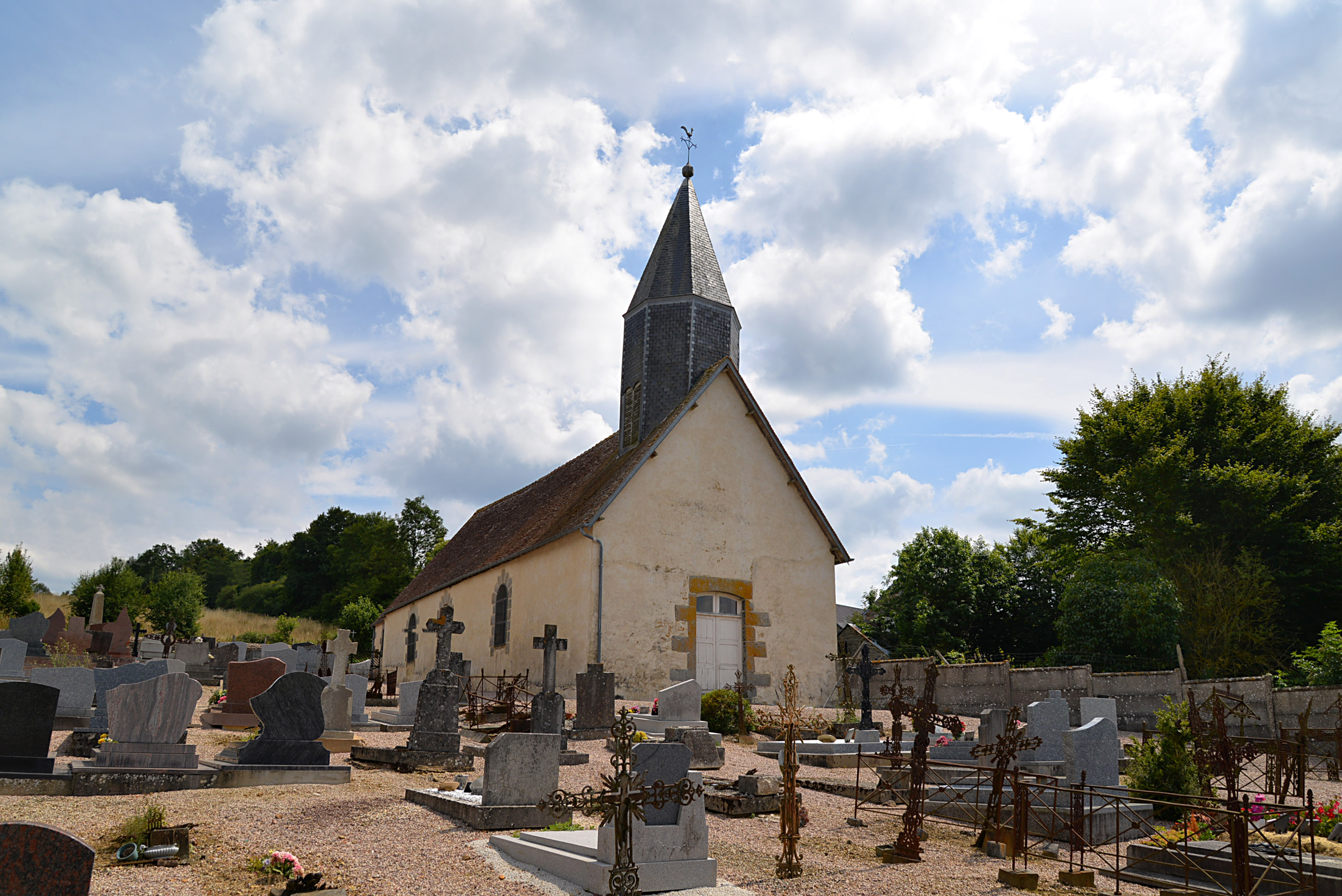
L’église Notre-Dame-de-la-Nativité.
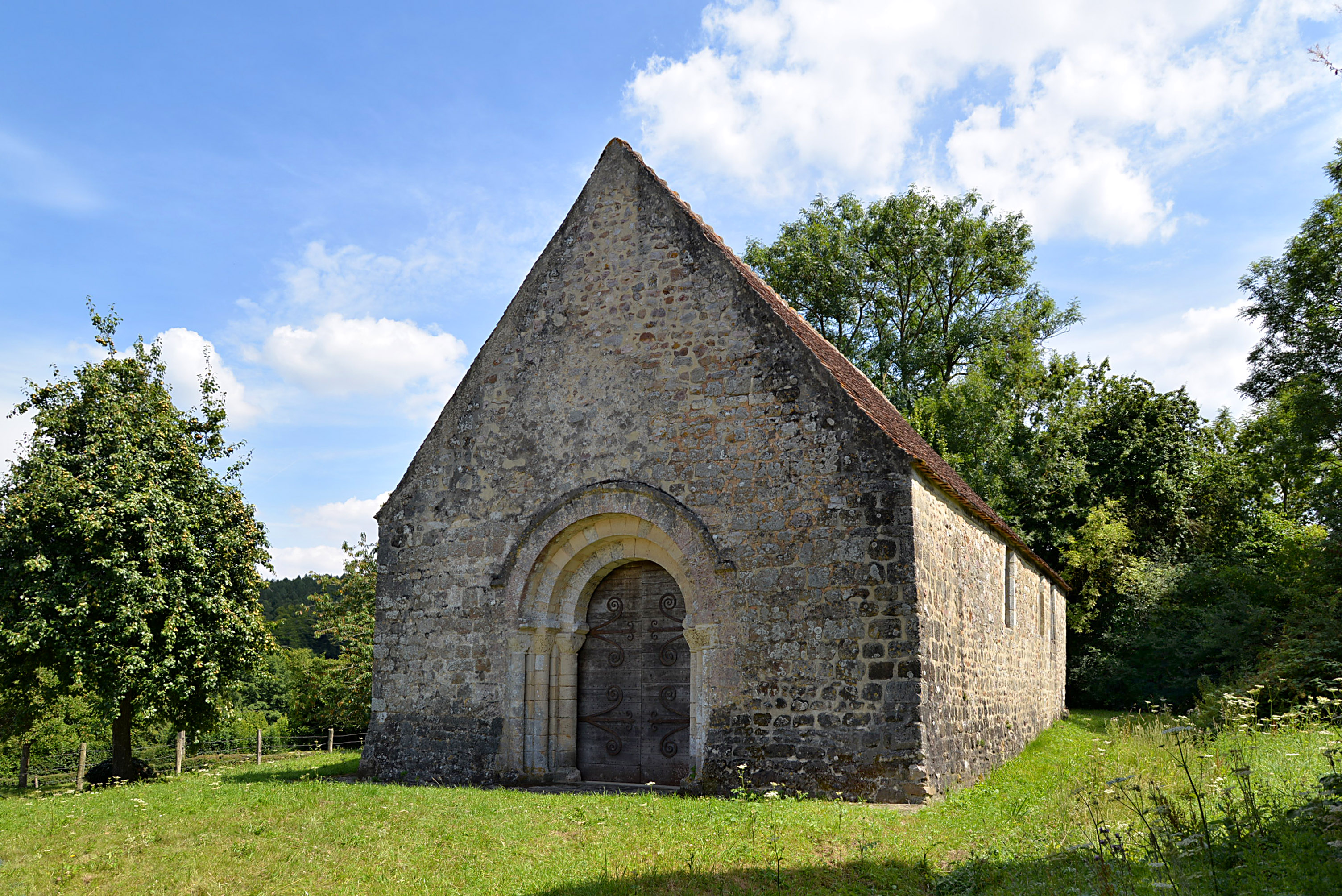
L’ancienne église Saint-Pierre de Goult.
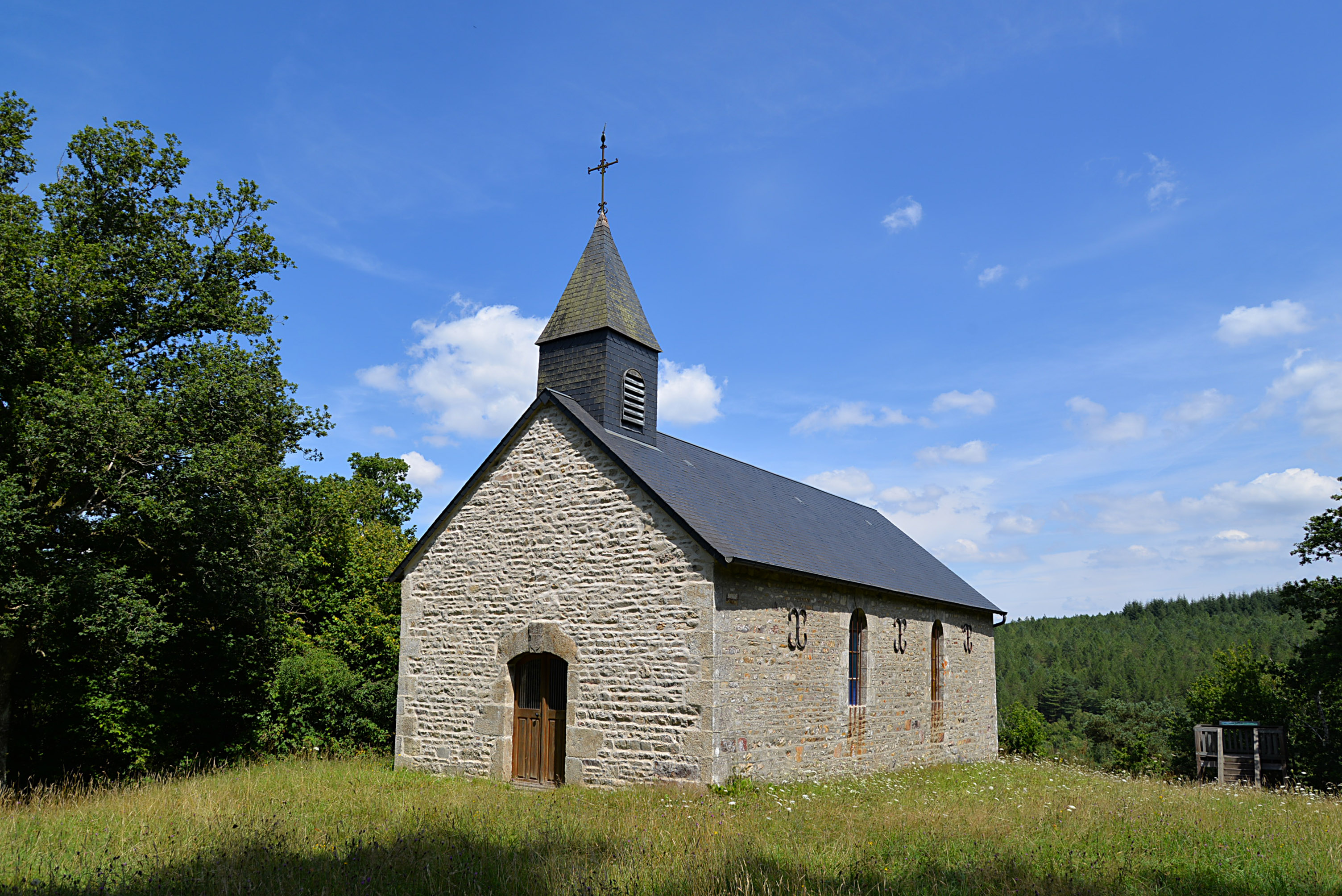
La chapelle Saint-Michel.
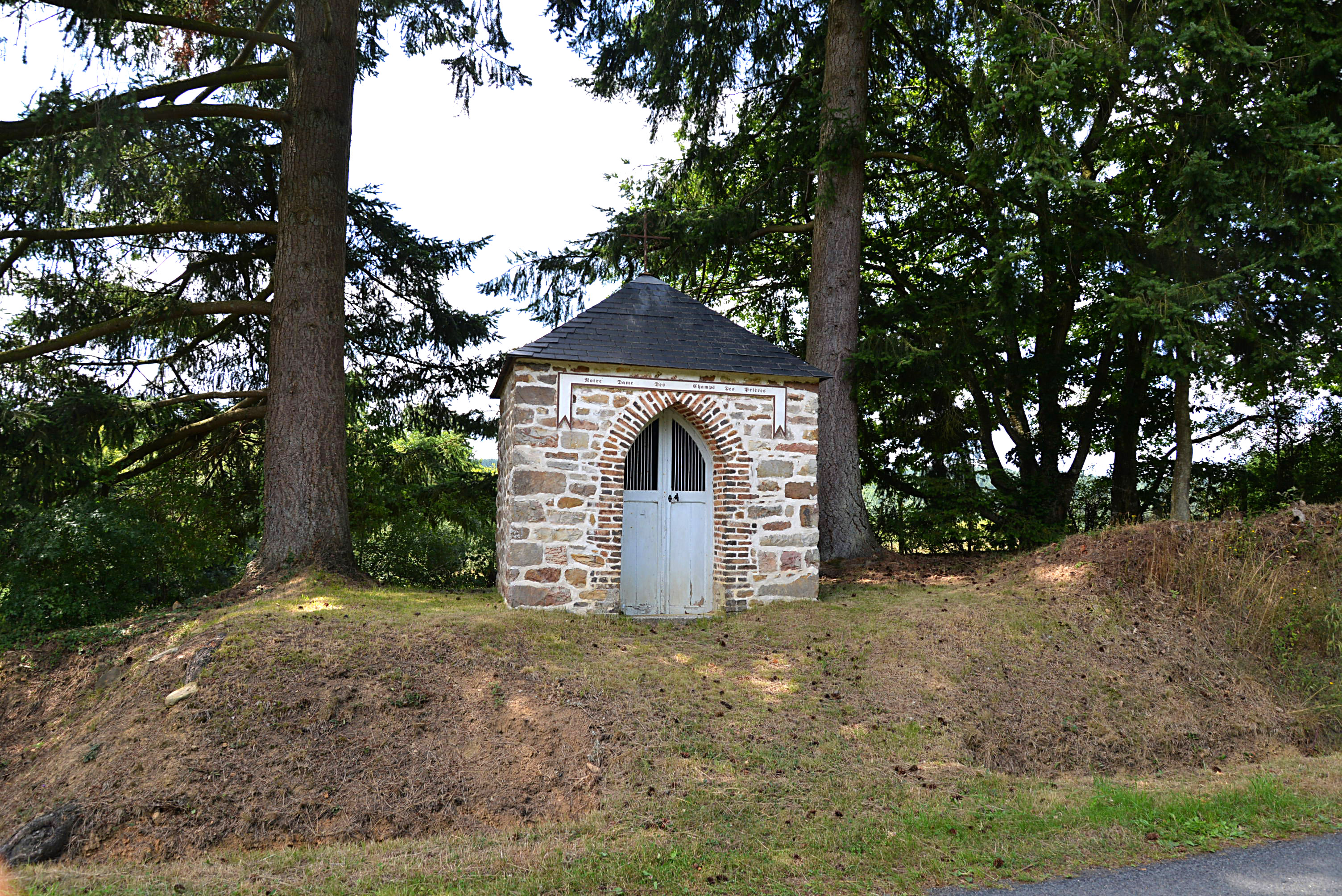
La chapelle Notre-Dame-des-Champs.

## Personnalités liées à la commune
- Anne-Lise Stern avait une maison de campagne de La Lande-de-Goult, qui était l'ancienne école et mairie.